# ラリベラ
ラリベラ(アムハラ語：ላሊበላ/英語：Lalibela)は、エチオピアのアムハラ州の都市。人口17,367人（2007年）。世界遺産「ラリベラの岩窟教会群」がある。
何世紀にも亘る巡礼地であり、エチオピアではアクスムに次ぐ聖地の一つである。ラリベラはかつてエルサレムがムスリムの手に陥落した際に、新たなエルサレムを作る目的で都市計画が行われた。そのため、街の建造物群には、エルサレムの建造物群の名前や並びを模したものがある。

## 人口
- 1994年10月11日：8484人
- 2007年5月28日：1万7367人
- 2015年7月1日：2万7200人

## 歴史
12世紀後半から13世紀初頭にエチオピアを支配したザグウェ朝の聖ゲブレ・メスケル・ラリベラの治世には、この街はまだロハという名だった。この王が生まれた時、蜂が群がったといい、彼の母やロハの住民はこれを名君誕生の吉兆と捉え、「蜂に選ばれた者」を意味する「ラリベラ」の名を与えたという。「ラリベラ」という街の名は、この王にちなんで付けられたものである（以下区別のため「ラリベラ」は街、「ラリベラ王」は人物を表すものとする）。この街の地名や石窟教会の配置には、ラリベラ王が若き日に過ごした聖地エルサレムの名前や街並みが反映されている。
ラリベラ王は1187年にヒッティーンの戦いでエルサレムがムスリムに占領された時に、ザグウェ朝の首都ロハ（ラリベラ）を新たなエルサレムにしようとした。その結果、街には聖書にでてくる地名が付けられ、街を流れる川もヨルダン川と改称された。
この街に最初に訪れたヨーロッパ人は、ポルトガルの探検家ペロ・ダ・コヴィリャン (Pêro da Covilhã) であった。また、近い時期にはポルトガルの大使に随行した司祭フランシスコ・アルヴァレス(Francisco Álvares)がおり、彼はラリベラについて驚嘆とともに著書の中に書き記しているが、同時にその威容の描写が当時のヨーロッパ人たちに信じてもらえる可能性には悲観的だった。アルヴァレスの著書には、ラムゾ(it)が1550年に石窟教会の図面を付録しているが、図面の出所は不明である。
次に記録を残しているのは、クリストヴァン・ダ・ガマ(en)に仕えた戦士ミゲル・デ・カスタニョゾであった.。彼は1544年にエチオピアを去ったが、以降1865年から1870年にフリードリヒ・ゲルハルト・ロールス(de)が訪れるまで300年以上にわたり、ヨーロッパ人の記録は途絶える。

### ティグレ紛争
2020年11月よりエチオピア政府軍とティグレ人民解放戦線（TPLF）は交戦状態にあり、初期の主戦場は北部のティグレ州であった。次第に戦線が南下し、アムハラ州まで拡大した。2021年8月にラリベラはTPLFの支配下に入った。12月1日にエチオピア政府はラリベラの奪還を発表したが、12日にはTPLFが支配権を取り返した。

## その他
- ラリベラ空港
- 大市場、学校、病院などがある。